# Johann Spitzauer
Johann Spitzauer –conocido como Hans Spitzauer– (Viena, 1 de marzo de 1965) es un deportista austríaco que compitie en vela en las clases Finn y Star.
Ganó tres medallas en el Campeonato Mundial de Finn entre los años 1992 y 1996, y cuatro medallas en el Campeonato Europeo de Finn entre los años 1988 y 1993. Además, obtuvo una medalla de bronce en el Campeonato Mundial de Star de 2021 y una medalla de bronce en el Campeonato Europeo de Star de 2020.
Participó en cinco Juegos Olímpicos de Verano, entre los años 1988 y 2008, ocupando el octavo lugar en Barcelona 1992 y el cuarto en Atlanta 1996, en la clase Finn.

## Palmarés internacional
| Campeonato Mundial | Campeonato Mundial         | Campeonato Mundial | Campeonato Mundial |
| Año                | Lugar                      | Medalla            | Clase              |
| ------------------ | -------------------------- | ------------------ | ------------------ |
| 1992               | Cádiz (España)             | Medalla de bronce  | Finn               |
| 1995               | Melbourne (Australia)      | Medalla de oro     | Finn               |
| 1996               | La Rochelle (Francia)      | Medalla de plata   | Finn               |
| Campeonato Europeo |                            |                    |                    |
| Año                | Lugar                      | Medalla            | Clase              |
| 1988               | Medemblik (Países Bajos)   | Medalla de bronce  | Finn               |
| 1989               | Helsinki (Finlandia)       | Medalla de oro     | Finn               |
| 1990               | Isla Hayling (Reino Unido) | Medalla de plata   | Finn               |
| 1993               | Estartit (España)          | Medalla de bronce  | Finn               |

| Campeonato Mundial | Campeonato Mundial      | Campeonato Mundial | Campeonato Mundial |
| Año                | Lugar                   | Medalla            | Clase              |
| ------------------ | ----------------------- | ------------------ | ------------------ |
| 2021               | Kiel (Alemania)         | Medalla de bronce  | Star               |
| Campeonato Europeo |                         |                    |                    |
| Año                | Lugar                   | Medalla            | Clase              |
| 2020               | Riva del Garda (Italia) | Medalla de bronce  | Star               |